# رواناب شهری

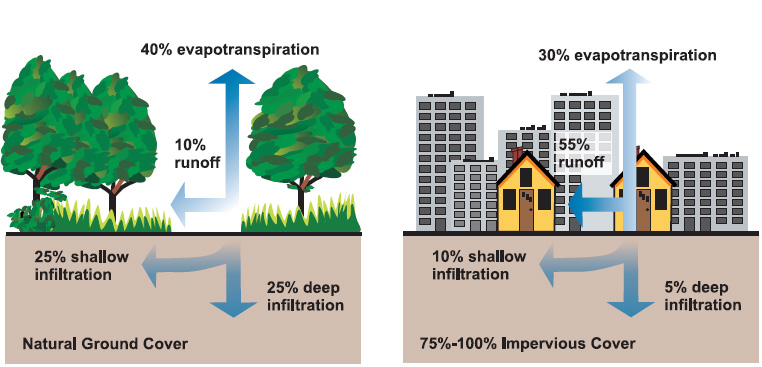
رابطه بین سطوح نفوذناپذیر و رواناب سطحی

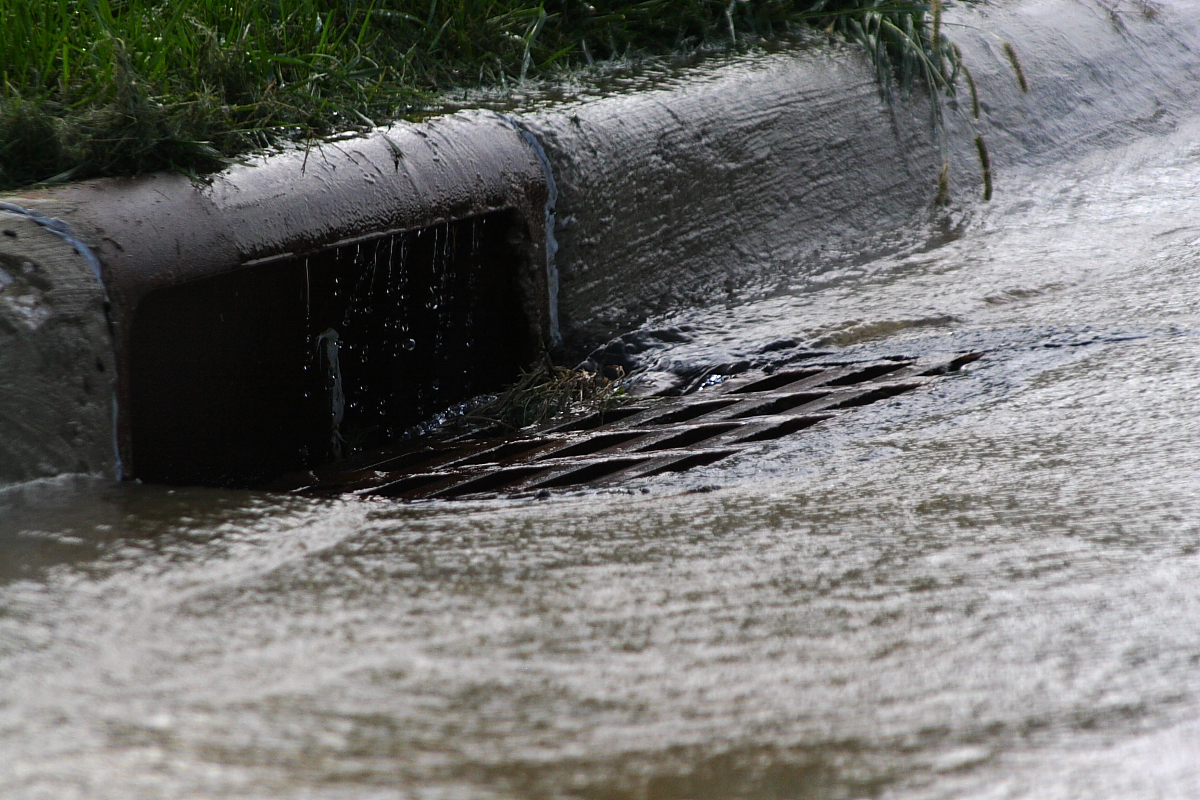
رواناب شهری که به زهکشی جریابی می‌ریزد

رواناب شهری (به انگلیسی: Urban runoff) رواناب سطحی آب باران، آبیاری باغ و پارک و شستشوی اتومبیل است که توسط شهرنشینی ایجاد می‌شود. سطوح نفوذناپذیر (جاده‌ها، پارکینگ‌ها و پیاده‌روها) در هنگام توسعه سرزمین ساخته می‌شوند. در زمان بارندگی، توفان و دیگر رویدادهای بارندگی، این سطوح (ساخته‌شده از مصالحی مانند آسفالت و بتن)، همراه با پشت بام‌ها، به جای اینکه اجازه دهند آب در خاک نفوذ کند، آب باران آلوده را به زهکش‌های توفان منتقل می‌کنند. این امر باعث پایین آمدن سطح ایستابی (به دلیل کاهش تغذیه آب زیرزمینی) و جاری شدن سیل می‌شود زیرا میزان آبی که در سطح باقی می‌ماند بیشتر است. اکثر سیستم‌های فاضلاب توفان شهری، آب توفان را بدون تصفیه به نهرها، رودخانه‌ها و خلیج‌ها تخلیه می‌کنند. این آب اضافی همچنین می‌تواند از طریق زمین و نشت از طریق دیوار و کف ساختمان، راه خود را به املاک مردم باز کند.